# برينس إيبارا
برينس إيبارا لاعب كرة قدم كونغولي، ولد في (7 فبراير 1996) .
لعب سابقاً مع البنزرتي التونسي و إنتقل إلى نادي الوكرة مطلع عام 2017 و لعب معهم موسم ونصف .

## روابط خارجية
- برينس إيبارا على موقع قاعدة بيانات كرة القدم.إي يو (الإنجليزية)
- برينس إيبارا على موقع ناشيونال فوتبول تيمز (الإنجليزية)
- برينس إيبارا على موقع Soccerway.com (الإنجليزية)
- برينس إيبارا على موقع عالم كرة القدم.نت (الإنجليزية)